# چهل‌گیر
چهل‌گیر (به لاتین: Çılğır یا Çiləgir) یک منطقه مسکونی در جمهوری آذربایجان است که در شهرستان خاچماز واقع شده‌است. چهل‌گیر ۶۰۹ نفر جمعیت دارد.